# Triptofán
A triptofán (INN: tryptophan) a húszféle alapvető fehérjealkotó aminosav egyike. Az mRNS-ben az UGG triplet (nukleotid-hármas) kódolja. A szervezetben szinte mindig az l-változat fordul elő, bár van egy-két peptid, ami kivétel.
Esszenciális aminosav, vagyis a szervezet nem tudja előállítani, ezért a táplálékkal kell bevinni.
Fehérjében gazdag élelmiszerekben található meg, elsősorban a csokoládéban, zabpehelyben, szárított datolyában, tejben, joghurtban, túróban, vörös húsokban, tojásban, halakban, baromfihúsban, szezámmagban, csicseriborsóban, napraforgómagban, tökmagban, földimogyoróban.
A növények és mikroorganizmusok antranilsavból vagy sikimisavból állítják elő; miközben köztes termékként 2-amino-mukonsav keletkezik. A szervezet többek között B3-vitamint (nikotinsavat) és szerotonint, a szerotoninból pedig melatonint) hoz létre belőle. Mivel a természetes alváshoz szükséges neurotranszmitterek előanyaga, újabban táplálékkiegészítőként is fogyasztják alvászavarok, depresszió, pánikbetegség ellen.
A VIII. Magyar Gyógyszerkönyvben Tryptophanum    néven hivatalos.  

## Hasonló vegyületek
- Szerotonin
- 5-HTP
- Triptamin

## Fordítás
- Ez a szócikk részben vagy egészben  a   Tryptophan című angol Wikipédia-szócikk fordításán alapul.  Az eredeti cikk szerkesztőit annak laptörténete sorolja fel. Ez a jelzés csupán a megfogalmazás eredetét és a szerzői jogokat jelzi, nem szolgál a cikkben szereplő információk forrásmegjelöléseként.